# CHAINSAW BLOOD
「CHAINSAW BLOOD」（チェーンソー・ブラッド）は、日本のミュージシャン・Vaundyの楽曲。配信限定シングルとしてSDR / Sony Music Labelsより2022年10月12日に各音楽配信サービスにてリリースされた。

## 背景
前作の配信シングル『mabataki』から約1か月ぶりのリリースとなる。
本楽曲は、TVアニメ『チェンソーマン』の第一話エンディングテーマとして使用されており、Vaundyがアニメ主題歌を担当するのは『王様ランキング』第2クール目のオープニングテーマとなった『裸の勇者』以来約8か月ぶりとなった。
本作の配信ジャケットは、河村康輔が手掛けた。

## 収録内容
| 全作詞・作曲・編曲: Vaundy。 |                    |        |            |      |
| #                            | タイトル           | 作詞   | 作曲・編曲 | 時間 |
| 1.                           | 「CHAINSAW BLOOD」 | Vaundy | Vaundy     | 3:20 |

## タイアップ
| 年     | 楽曲           | タイアップ                                          |
| ------ | -------------- | --------------------------------------------------- |
| 2022年 | CHAINSAW BLOOD | TVアニメ『チェンソーマン』第1話エンディング・テーマ |

## カバー
- Afterglow［美竹蘭（佐倉綾音）］ - 『チェンソーマン』とのコラボレーションの一環として、2023年6月30日にゲーム『バンドリ! ガールズバンドパーティ!』に追加収録[5]。